# Station Orzesze Jaśkowice
Station Orzesze Jaśkowice is een spoorwegstation in de Poolse plaats Orzesze in de regio Silezië. Het station wordt bediend door treinen van vervoerder Koleje Śląskie en regionale vervoerders. Tot en met 2001 was het een overstapstation, omdat treinen uit Tychy eindigden in Jaskowice. In 2001 is het vervoer op die lijn stilgelegd.
In het verleden heeft het station meerdere namen gehad: Friedrichsgrube (van de opening in 1865 tot 1922 en van 9 september 1939 tot 1945) en Jaśkowice Śląskie (1922-8 september 1939 en van 1945-21 mei 1966). Sinds 22 mei 1966 draagt het station de huidige naam.
In 2017 maakten dagelijks 150-199 passagiers gebruik van het station.